# 昂格勒 (上普罗旺斯阿尔卑斯省)
昂格勒（法語：Angles，法語發音：[ɑ̃ɡl]）是法国上普罗旺斯阿尔卑斯省的一个市镇，属于卡斯泰拉讷区

## 地名
该地在中文谷歌地图中显示的中文名为“昂格莱斯”，此为中文谷歌地图误用了名称拼写相近的另一个市镇昂格莱斯（Anglès）的中文名。

## 地理
昂格勒（43°56'34"N, 6°33'29"E）面积9.83 平方千米，位于法国普罗旺斯-阿尔卑斯-蓝色海岸大区上普罗旺斯阿尔卑斯省，该省份为法国东南部内陆省份，北起上阿尔卑斯省，西接沃克吕兹省，西北接德龙省，南至瓦尔省，东临滨海阿尔卑斯省，东北部与意大利接壤。
与昂格勒接壤的市镇（或旧市镇、城区）包括：阿隆、圣安德烈莱萨尔普、圣于连迪韦尔东、韦尔贡。
昂格勒的时区为UTC+01:00、UTC+02:00（夏令时）。

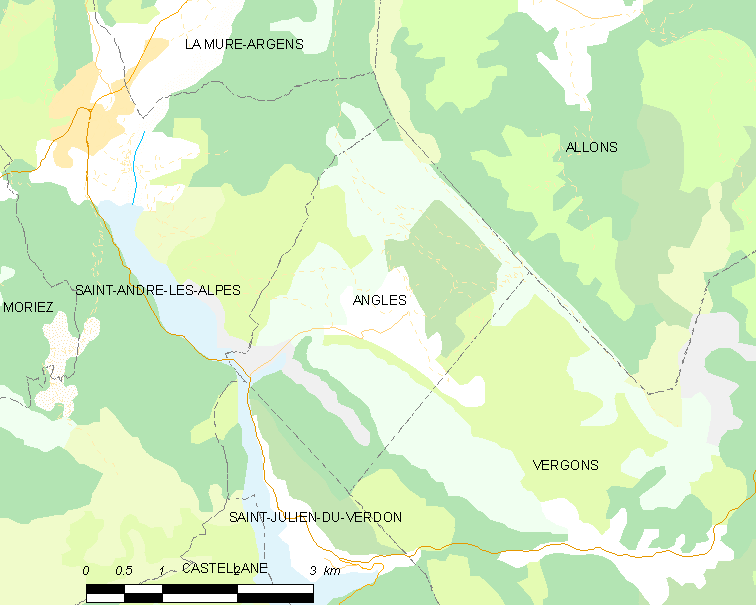
昂格勒的OSM定位图

## 行政
昂格勒的邮政编码为04170，INSEE市镇编码为04007。

## 政治
昂格勒所属的省级选区为卡斯泰拉讷县。

## 人口

1962-2008年间昂格勒人口变化图示

昂格勒于2022年1月1日时的人口数量为70人。